# KFNB – Planet, Delphin, Blitz und Neptun
| KFNB „PLANET“, „DELPHIN“, „BLITZ“ und „NEPTUN“ | KFNB „PLANET“, „DELPHIN“, „BLITZ“ und „NEPTUN“ | KFNB „PLANET“, „DELPHIN“, „BLITZ“ und „NEPTUN“ | KFNB „PLANET“, „DELPHIN“, „BLITZ“ und „NEPTUN“ |
| ---------------------------------------------- | ---------------------------------------------- | ---------------------------------------------- | ---------------------------------------------- |
| kein Bild vorhanden                            |                                                |                                                |                                                |
| Technische Daten                               |                                                |                                                |                                                |
|                                                | „PLANET“, „DELPHIN“                            | „BLITZ“                                        | „NEPTUN“                                       |
| Bauart                                         | 1A1 n2                                         | 1A1 n2                                         | 1A1 n2                                         |
| Zylinder-Ø                                     | 331 mm                                         | 331 mm                                         | 331 mm                                         |
| Kolbenhub                                      | 487 mm                                         | 474 mm                                         | 474 mm                                         |
| Treibrad-Ø                                     | 1673 mm                                        | 1673 mm                                        | 1673 mm                                        |
| Laufrad-Ø vorne                                | 1205 mm                                        | 1238 mm                                        | 1212 mm                                        |
| Laufrad-Ø hinten                               | 1047 mm                                        | 1054 mm                                        | 1034 mm                                        |
| Fester Radstand                                | k. A.                                          | k. A.                                          | k. A.                                          |
| Gesamtradstand                                 | k. A.                                          | k. A.                                          | k. A.                                          |
| Gesamtradstand + Tender                        | k. A.                                          | k. A.                                          | k. A.                                          |
| Heizfl. d. Rohre                               | 41,4 m²                                        | 49,9 m²                                        | 48,9 m²                                        |
| Heizfl. d. Feuerbüchse                         | 4,8 m²                                         | 4,5 m²                                         | 4,5 m²                                         |
| Rostfl.                                        | k. A.                                          | k. A.                                          | k. A.                                          |
| Dampfdruck                                     | 5,4                                            | 5,4                                            | 5,4                                            |
| Gewicht (leer)                                 | 12,3 t                                         | 12,3 t                                         | 12,3 t                                         |
| Adhäsionsgewicht                               | k. A.                                          | k. A.                                          | k. A.                                          |
| Dienstgewicht                                  | 13,7 t                                         | 13,7 t                                         | 13,7 t                                         |
| Dienstgewicht + Tender                         | k. A.                                          | k. A.                                          | k. A.                                          |
| Wasser                                         | k. A.                                          | k. A.                                          | k. A.                                          |
| Kohle                                          | k. A.                                          | k. A.                                          | k. A.                                          |
| Länge                                          | k. A.                                          | k. A.                                          | k. A.                                          |
| Länge + Tender                                 | k. A.                                          | k. A.                                          | k. A.                                          |
| Höhe                                           | k. A.                                          | k. A.                                          | k. A.                                          |

Die Dampflokomotiven „PLANET“, „DELPHIN“, „BLITZ“ und „NEPTUN“ waren Reisezuglokomotiven der KFNB.
Sie wurden 1842 geliefert und hatten die Achsformel 1A1.
Die Tabelle gibt die Abmessungen des Jahres 1853 wieder.
Die Maschinen wurde 1861/1862 ausgemustert.